# Wyndham Standing
Pour les articles homonymes, voir Standing.

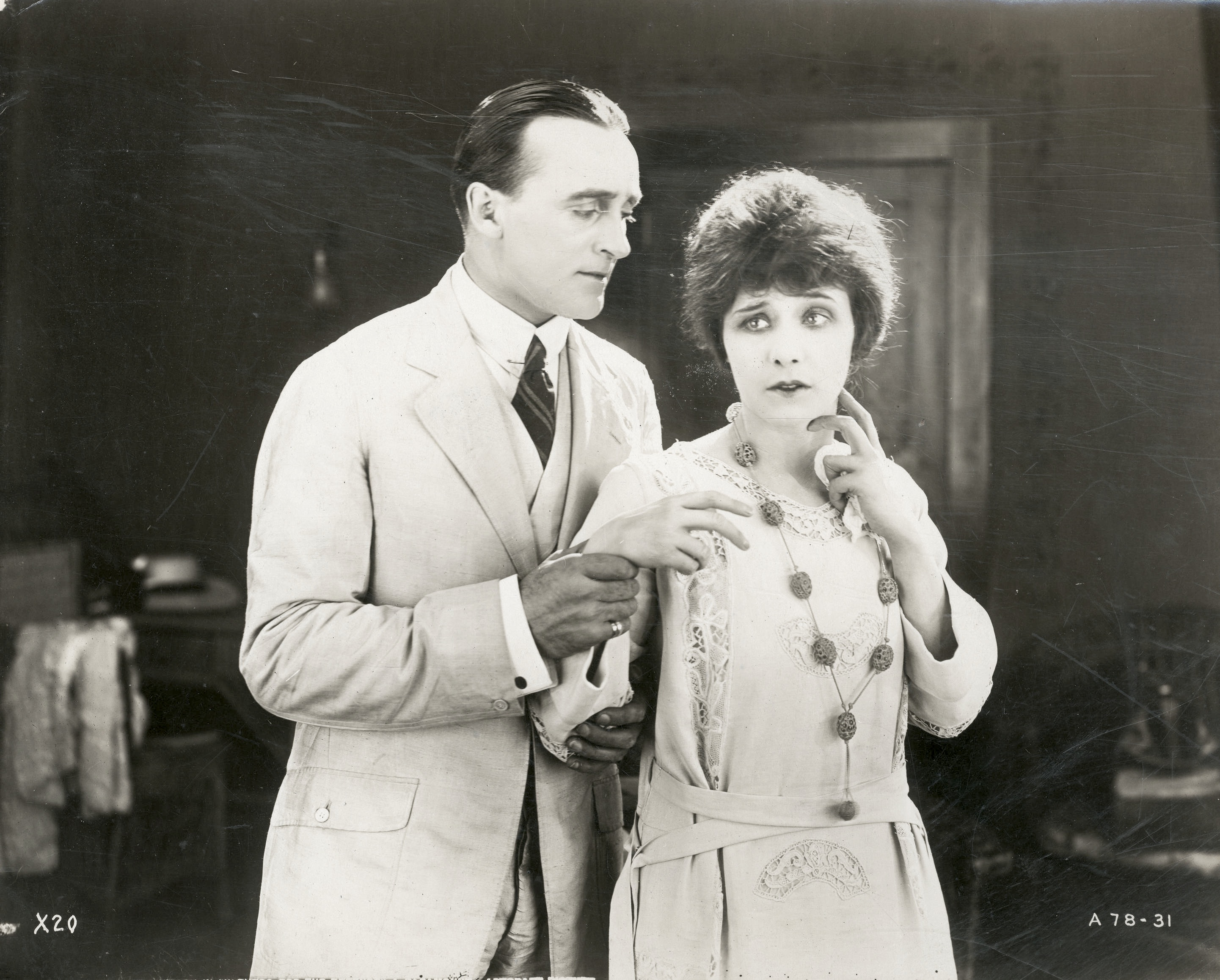
Avec Elsie Ferguson, dans The Witness for the Defense (1919)

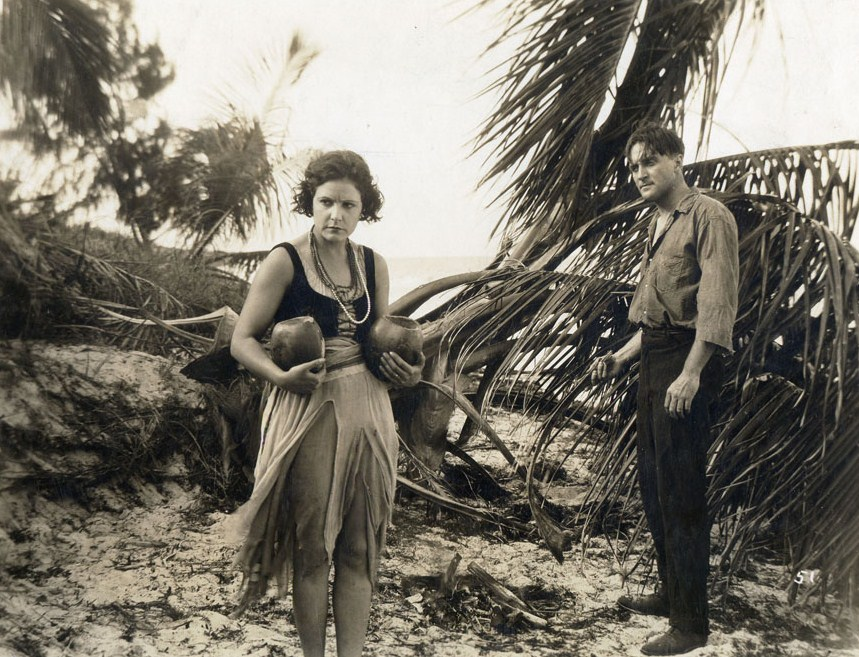
Avec Norma Talmadge, dans The Isle of Conquest (1919)

Charles Wyndham Standing, né le 23 août 1880 à Londres (Angleterre), mort le 1er février 1963 à Los Angeles (Californie), est un acteur anglais.

## Biographie
Installé aux États-Unis, Wyndham Standing y débute au cinéma en 1915 et contribue à soixante-et-onze films muets, majoritairement américains (s'y ajoutent plusieurs films britanniques, le dernier sorti en 1930), comme premier ou second rôle. Parmi ses partenaires de cette période, citons Olga Petrova (sept films, dont L'Exilée de Maurice Tourneur en 1917), Mae Marsh (La Glorieuse Aventure d'Hobart Henley en 1918), Elsie Ferguson (quatre films, dont Les Yeux morts de Maurice Tourneur en 1918), Norma Talmadge (trois films, dont Smilin' Through de Sidney Franklin en 1922), ou encore Theda Bara (The Unchastened Woman de James Young en 1925).
Son premier film parlant est Les Anges de l'enfer d'Howard Hughes (1930, avec Ben Lyon, James Hall et Jean Harlow). Dès lors et jusqu'en 1948, il collabore à soixante-deux films américains, comme second rôle de caractère, ou (le plus souvent) dans des petits rôles non crédités. Parmi ses autres films notables de cette seconde période, citons Billy the Kid de King Vidor (1930, avec Wallace Beery), Sérénade à trois d'Ernst Lubitsch (1933, avec Gary Cooper, Fredric March et Miriam Hopkins), Images de la vie de John M. Stahl (1934, avec Claudette Colbert et Louise Beavers), La Valse dans l'ombre de Mervyn LeRoy (1940, avec Vivien Leigh et Robert Taylor), ainsi que The Private Affairs of Bel Ami d'Albert Lewin (1947, avec George Sanders et Angela Lansbury).
Wyndham Standing est issu d'une famille comprenant plusieurs acteurs, dont son père Herbert Standing (1846-1923) et ses frères Guy Standing (1873-1937), Percy Standing (1882-1950) et Jack Standing (1886-1917).

## Filmographie partielle
(films américains, sauf mention contraire)
- 1915 : Extravagance de Charles Giblyn (court métrage)
- 1915 : Both Sides of Life de Robert Z. Leonard et Lynn Reynolds (court métrage)
- 1915 : A Mother's Atonement de Joseph De Grasse
- 1916 : Bullets and Brown Eyes de Scott Sidney
- 1916 : The Wolf Woman de Raymond B. West
- 1916 : The Bugle Call de Reginald Barker
- 1916 : Redeeming Love de William Desmond Taylor
- 1917 : The Auction of Virtue d'Herbert Blaché
- 1917 : L'Exilée (Exile) de Maurice Tourneur
- 1917 : The Law of the land de Maurice Tourneur
- 1917 : The Silence Sellers de Burton L. King
- 1917 : To the Death de Burton L. King
- 1918 : The Hillcrest Mystery (en) de George Fitzmaurice
- 1918 : The Glorious Adventure (en) d'Hobart Henley
- 1918 : Les Yeux morts (Rose of the World) de Maurice Tourneur
- 1919 : Out of the Shadow d'Émile Chautard
- 1919 : The Witness for the Defense (en) de George Fitzmaurice
- 1919 : The Isle of Conquest d'Edward José
- 1919 : The Woman on the Index d'Hobart Henley
- 1919 : Eyes of the Soul d'Émile Chautard
- 1919 : The Miracle of Love de Robert Z. Leonard
- 1920 : Une Salomé moderne (A Modern Salome) de Léonce Perret
- 1920 : My Lady's Garter de Maurice Tourneur
- 1920 : Blackmail de Dallas M. Fitzgerald
- 1920 : L'Étreinte du passé (Lifting Shadows) de Léonce Perret
- 1921 : The Marriage of William Ashe d'Edward Sloman
- 1921 : The Iron Trail de Roy William Neill
- 1922 : La Victoire du cœur (Smilin' Through) de Sidney Franklin
- 1922 : Roxelane (Bride's Play) de George Terwilliger
- 1923 : Daytime Wives d'Émile Chautard
- 1923 : The Hypocrites de Charles Giblyn (film néerlando-britannique)
- 1923 : The Lion's Mouse d'Oscar Apfel (film néerlando-britannique)
- 1923 : The Gold Diggers d'Harry Beaumont
- 1924 : Pagan Passions de Colin Campbell
- 1924 : Flames of Desire de Denison Clft
- 1924 : The Rejected Woman d'Albert Parker
- 1924 : Vanity's Price de Roy William Neill
- 1925 : The Unchastened Woman de James Young
- 1925 : The Teaser de William A. Seiter
- 1925 : L'Ange des ténèbres (The Dark Angel) de George Fitzmaurice
- 1926 : The Canadian de William Beaudine
- 1927 : Thumbs Down de Phil Rosen
- 1927 : La Ville maudite ou La Cité maudite (The City Gone Wild) de James Cruze
- 1928 : The Port of Missing Girls d'Irving Cummings
- 1928 : The Price of Divorce de Sinclair Hill (film britannique)
- 1930 : Les Anges de l'enfer (Hell's Angels) d'Howard Hughes et Edmund Goulding
- 1930 : Billy le Kid (Billy the Kid) de King Vidor
- 1931 : Dracula de Tod Browning
- 1933 : A Study in Scarlet d'Edwin L. Marin
- 1933 : Sérénade à trois (Design for Living) d'Ernst Lubitsch
- 1934 : Images de la vie (Imitation of Life) de John M. Stahl
- 1934 : La Belle du Missouri (The Girl from Missouri) de Jack Conway
- 1934 : Mystères de Londres (Limehouse Blues) d'Alexander Hall
- 1934 : Vivre et aimer (Sadie McKee) de Clarence Brown
- 1935 : Le Conquérant des Indes (Clive of India) de Richard Boleslawski
- 1935 : À l'est de Java (East of Java) de George Melford
- 1936 : Marie Stuart (Mary of Scotland) de John Ford
- 1936 : L'Ennemie bien-aimée (Beloved Enemy) d'H. C. Potter
- 1938 : Le Proscrit (Kidnapped) d'Alfred L. Werker
- 1939 : L'Homme au masque de fer (The Man in the Iron Mask) de James Whale
- 1939 : The Night of Nights de Lewis Milestone
- 1939 : Les Maîtres de la mer (Rulers of the Sea) de Frank Lloyd
- 1939 : Monsieur Smith au Sénat (Mr. Smith goes to Washington) de Frank Capra
- 1940 : La Valse dans l'ombre (Waterloo Bridge) de Mervyn LeRoy
- 1940 : Orgueil et Préjugés (Pride and Prejudice) de Robert Z. Leonard

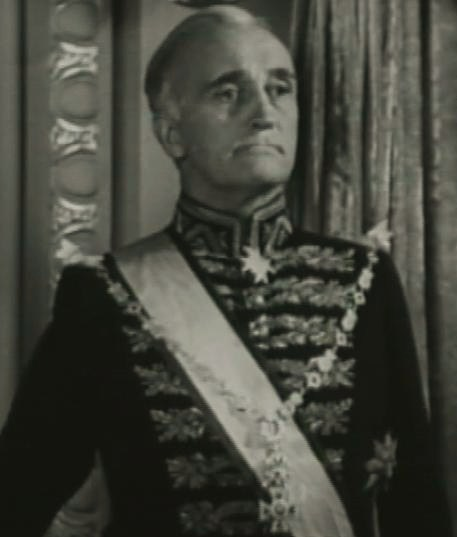
Dans Le Fils de Monte-Cristo (1940)

- 1940 : Les Hommes de la mer (The Long Voyage Home) de John Ford
- 1940 : Le Fils de Monte-Cristo (The Son of Monte Cristo) de Rowland V. Lee
- 1941 : La Proie du mort (Rage in Heaven) de W. S. Van Dyke, Robert B. Sinclair et Richard Thorpe
- 1941 : L'Homme de la rue (Meet John Doe) de Frank Capra
- 1941 : Chagrins d'amour (Smilin' Through) de Frank Borzage
- 1942 : Âmes rebelles (This Above All) d'Anatole Litvak
- 1943 : Madame Curie de Mervyn LeRoy
- 1943 : Un nommé Joe (A Guy named Joe) de Victor Fleming
- 1944 : Madame Parkington (Mrs. Parkington) de Tay Garnett
- 1944 : La Femme au portrait (The Woman in the Window) de Fritz Lang
- 1945 : Week-end au Waldorf (Week-End at the Waldorf) de Robert Z. Leonard
- 1946 : Le Médaillon (The Locket) de John Brahm
- 1946 : Cœur secret (The Secret Heart) de Robert Z. Leonard
- 1947 : Le Maître de la prairie (The Sea of Grass) d'Elia Kazan
- 1947 : Un mariage à Boston (The Late George Apley) de Joseph L. Mankiewicz
- 1947 : Quand vient l'hiver (If Winter comes) de Victor Saville
- 1947 : Bel-Ami (The Private Affairs of Bel Ami) d'Albert Lewin
- 1947 : Le Crime de Madame Lexton (Ivy) de Sam Wood
- 1947 : Des filles disparaissent (Lured) de Douglas Sirk
- 1947 : Le Pays du dauphin vert (Green Dolphin Street) de Victor Saville
- 1948 : L'Indomptée (B.F.'s Daughter) de Robert Z. Leonard